# 岩手県道283号衣川前沢線
岩手県道283号衣川前沢線（いわてけんどう283ごう ころもがわまえさわせん）は、岩手県奥州市衣川地区から同市前沢地区に至る一般県道である。

## 概要

### 路線データ
- 実延長：6,073.0 m[1]
- 起点：奥州市衣川[1]（県道37号・県道49号交点）
- 終点：奥州市前沢[1]（県道243号交点）

## 歴史
- 1994年（平成6年）3月15日 - 県道に認定される[1]。

## 路線状況

### 重複区間
- 岩手県道302号前沢北上線（奥州市前沢合ノ沢 - 同市前沢南塔ケ崎）

## 地理

### 通過する自治体
- 奥州市

### 交差・接続する道路
- 岩手県道37号花巻平泉線・岩手県道49号栗駒平泉線（奥州市衣川古戸）
- 岩手県道302号前沢北上線（奥州市前沢合ノ沢）
- 岩手県道243号新城馬口沢線（奥州市前沢南塔ケ崎）